# Acadele
„Acadele“  este un cântec înregistrat de Delia lansat pe 05 noiembrie 2018 prin intermediul casei de discuri Cat Music. Alex Cotoi a produs piesa și a scris-o împreună cu Delia.  "Acadele" este o melodie Trap (gen muzical), care este o îndepărtare de la genul pop,folosit în ultimele ei piese. În aceste versuri cu o temă despre dulciuri, ea discută despre emanciparea femeii și comunitatea LGBT din România. Ea se referă, de asemenea, la referendumul constituțional din 2018 privind definiția constituțională a unei familii. 
Un videoclip muzical  pentru "Acadele" a fost încărcat pe canalul oficial de YouTube al Deliei la 4 noiembrie 2018 și a fost regizat de Alex Ceaușu.  Mai multe kilograme de dulciuri au fost folosite pentru filmări, inclusiv M & M și bezele. Într-o scenă, Delia poartă un hanorac multicolor care face referire la versurile ce au mesaje LGBT.  Delia a interpretat melodia la multe concerte, inclusiv la X Factor (România) în decembrie 2018  și la postul de radio românesc Radio ZU.

## Bazele proiectului
"Acadele" a fost scrisă de Delia și Alex Cotoi, în timp ce producția a fost gestionată de Cotoi.   Melodia a fost lansată  la 5 noiembrie 2018 de către Cat Music.   Din punct de vedere muzical, "Acadele" este un cântec Trap (gen muzical) și este o îndepărtare de la muzica pop.   Versurile conțin mai multe subtexte și conotații,  despre care cântăreața spune: "Mulți oameni au citit în spatele versurilor și fiecare a înțeles textul în mod diferit, [...] are anumite accente pe care le prindeți sau nu.  Sau vă gândiți doar la zahăr. "   În afară de tema despre dulciuri,  cântecul discută predispoziția femeilor la diete și prezintă un mesaj de încurajare față de "femeile voluptoase cu atitudine". 
Cunoscută ca o susținătore al drepturilor LGBT  Delia face referire la controversele din jurul comunității LGBT din România prin repetarea versurilor „Boicot, boicot“ de-a lungul melodiei și ca parte din refren.  De asemenea se face referire la referendumul constituțional din 2018 privind definiția constituțională a unei familii în versul: "În dulcele stil clasic și deloc tradițional, noi facem totul natural". 

## Videoclipul și promovarea
Videoclipul muzical pentru "Acadele" a fost încărcat pe canalul de YouTube al lui Deliei la 4 noiembrie 2018.   Alex Ceaușu a fost regizorul clipului și director de imagine , în timp ce Luca's Art Film și Radu Selaru au fost angajați ca producători.    Dupa lansare, clipul a fost în trending pe YouTube în Romania iar pe Facebook a fost lansat un filtru care le permite utilizatorilor recreeze atmosfera din videoclip. 
În aproape fiecare scenă din clip apar dulciuri. 500 kg de zahăr au fost folosite pentru clip cu 10 kg de M & M , 15 kg de bezele, 20 kg de bomboane, 30 kg de tort, 100 de brioșe și 150 de acadele.   Delia spune că: "Toate [bomboanele] au fost reale și au fost cumpărate în cantități industriale [...]. Nu am atins nimic, am mâncat doar niște jeleuri "   În timpul videoclipului, ea face o coregrafie cu dansatori,  în timp ce ea poartă adidași galben, părul legat și un hanorac cu sclipici multicolorat cu  mesajul "Love sees no colour", făcând aluzie la comunitatea LGBT.   De asemenea, ea este prezentată într-o piscină cu zahăr plin cu bile multicolore.   Aceste scene sunt intersectate cu altele unde arată arată dansatorii și pe Delia mănâncă bomboane, precum și un semn care se citește "Girls"(fete). 
Pentru promovarea piesei, Delia a interpretat melodia de mai multe ori la concertele ei. Ea a cântat piesa pe 5 noiembrie la postul de radio din România Radio ZU  , precum și pe 6 noiembrie 2018 la emisiunea Prietenii de la 11 .   Delia și-a numit seria de concerte  "Acadelia" după piesa "Acadele";  unde în timpul cântecului interpetat în spectacol, câțiva dansatori au ieșit dintr-un tort uriaș.   La 9 decembrie 2018, Delia a cântat melodia la prima gală live X Factor (România) din 2018.  

## Lansări
| Țară    | Data             | Formatul         | Casa de discuri |
| ------- | ---------------- | ---------------- | --------------- |
| România | 5 noiembrie 2018 | Digital Download | Cat Music       |